# Nikolenskoye
Nikolenskoye (del ruso: Николенское) es un selo del raión de Gulkévichi del krai de Krasnodar, en el sur de Rusia. Está situado  a orillas del río Zelenchuk Tercero, 17 km al sur de Gulkévichi y 124 km al este de Krasnodar, la capital del krai. Tenía 2 227 habitantes en 2010.
Es cabeza del municipio Nikolenskoye, al que pertenecen asimismo Bulgákov, Verbovi, Ivlev, Lébedev y Orlov.